# Diocesi di Daming
La diocesi di Daming (in latino: Dioecesis Tamimensis) è una sede della Chiesa cattolica in Cina suffraganea dell'arcidiocesi di Pechino. La sede è vacante.

## Territorio
La diocesi comprende parte della provincia cinese di Hebei.
Sede vescovile è la città di Daming, dove si trova la cattedrale della Madre della Grazia.

## Storia
La prefettura apostolica di Daming fu eretta l'11 marzo 1935 con la bolla Catholicae fidei di papa Pio XI, ricavandone il territorio dal vicariato apostolico di Xianxian (oggi diocesi).
Il 10 luglio 1947 la prefettura apostolica è stata elevata al rango di diocesi con la bolla Inceptum a Nobis di papa Pio XII.

## Cronotassi dei vescovi
Si omettono i periodi di sede vacante non superiori ai 2 anni o non storicamente accertati.
- Nicolaus Szarvas, S.I. † (31 gennaio 1936 - 8 luglio 1947 dimesso)
  - Gaspar Lischerong, S.I. † (10 luglio 1947 - 17 gennaio 1972 deceduto) (amministratore apostolico)
  - Sede vacante
  - Simon An Shi-en † (30 agosto 1989 consacrato - ?)
  - Stephen Yang Xiangtai † (17 settembre 1999 succeduto - 2016 ritirato)
  - Joseph Sun Jigen, succeduto nel 2016